# Porphyrinia bistellata
Porphyrinia bistellata là một loài bướm đêm trong họ Noctuidae.